# ポエティック・オー
『ポエティック・オー』（英題：Poetic Ore ; Invisible Beautiful Realism）は、日本の音楽ユニット、orange pekoeの3枚目のアルバムである。2004年7月7日発売。発売元はBMG JAPAN。
前作から1年ぶりのアルバムで、本作はレコーディングとトラックダウンをほぼメンバー2人で行った。CDジャケットは前作に続き清川あさみが手掛けた。初回限定盤には2003年に行われた「Modern Lights Tour」のアンコール部分を収録したDVDが付属。

## 収録曲
CD
1. 彼方へ
2. リズム
3. 煙のセレナード
4. 輪舞
5. にわか雨
6. ソングバード
7. STORY
8. Cradle
9. Heavenly Summer
10. よろこびのうた

初回生産限定盤DVD
1. 虹 (The Encore session of Modern Lights Tour at NHK Hall)
2. LOVE LIFE (The Encore session of Modern Lights Tour at NHK Hall)